# ميرمحله (مقاطعة فومن)
ميرمحله (بالفارسية: میرمحله) هي قرية تقع في غيلان في إيران. يقدر عدد سكانها بـ 184 نسمة بحسب إحصاء 2016.